# Copa Mundial Militar
La Copa Mundial Militar (World Military Cup) es una competencia de fútbol en la participan equipos nacionales militares. Está organizada por el Consejo Internacional del Deporte Militar (International Military Sports Council, CISM). El torneo se celebra desde el año 1946 y originalmente fue llamado Campeonatos Mundiales Militares. El cambio de nombre se realizó para la edición del año 2001. Cuando los Juegos Mundiales Militares polideportivos, se establecieron en el año 1995, el campeonato de fútbol se incorporó a ellos, pero se sigue celebrando de manera independiente cada dos años.
Un torneo para equipos femeninos, Campeonato Mundial de Mujeres Militares (World Military Women's Championship), se estableció en el año 2001.

## Resultados

### Hombres
| Año   | Anfitrión                      | Equipos |                     | Final                         | Final               | Final           |                                                                        | Partido por el tercer lugar         | Partido por el tercer lugar | Partido por el tercer lugar |
| Año   | Anfitrión                      | Equipos | Campeón             | Resultado                     | Segunda lugar       | Tercer lugar    | Resultado                                                              | Cuarto lugar                        |                             |                             |
| ----- | ------------------------------ | ------- | ------------------- | ----------------------------- | ------------------- | --------------- | ---------------------------------------------------------------------- | ----------------------------------- | --------------------------- | --------------------------- |
| 1946  | Praga, Checoslovaquia          | 11      | Inglaterra          | N/A                           | Checoslovaquia      | Bélgica         | N/A                                                                    | N/A                                 |                             |                             |
| 1947  | Hannover, Alemania             | 9       | Bélgica             | N/A                           | Países Bajos        | Dinamarca       | N/A                                                                    | N/A                                 |                             |                             |
| 1948  | Copenhague, Dinamarca          | 8       | Francia             | N/A                           | Bélgica             | Dinamarca       | N/A                                                                    | Luxemburgo                          |                             |                             |
| 1949  | Lille/París, Francia           | 5       | Francia             | 3-1                           | Turquía             | Bélgica         | 3-1                                                                    | Países Bajos                        |                             |                             |
| 1950  | La Haya, Países Bajos          | 7       | Italia              | 2-1                           | Bélgica             | Francia         | 4-4 (Francia lo logró gracias a los corners)                           | Países Bajos                        |                             |                             |
| 1951  | Cairo, Egipto                  | 6       | Italia              | 3-1                           | Egipto              | Francia         | 3-1                                                                    | Bélgica                             |                             |                             |
| 1952  | Atenas, Grecia                 | 6       | Grecia              | 3-2                           | Bélgica             | Países Bajos    | 1-0                                                                    | Turquía                             |                             |                             |
| 1953  | Ankara/Estambul, Turquía       | 7       | Bélgica             | Sistema de competición        | Turquía             | Grecia          | Sistema de competición                                                 | Sólo tres equipos en el grupo final |                             |                             |
| 1954  | Bruselas, Bélgica              | 10      | Bélgica             | 5-1                           | Turquía             | Portugal        | 1-0                                                                    | Francia                             |                             |                             |
| 1955  | Roma, Italia                   | 12      | Turquía             | Sistema de competición        | Italia              | Egipto          | Sistema de competición                                                 | Países Bajos                        |                             |                             |
| 1956  | Lisboa, Portugal               | 9       | Italia              | Sistema de competición        | Portugal            | Egipto          | Sistema de Competición                                                 | Turquía                             |                             |                             |
| 1957  | Buenos Aires, Argentina        | 13      | Francia             | Sistema de competición        | Argentina           | Italia          | Sistema de competición                                                 | Brasil                              |                             |                             |
| 1958  | Lisboa, Portugal               | 11      | Portugal            | 2-1                           | Francia             | Países Bajos    | 4-3                                                                    | Bélgica                             |                             |                             |
| 1959  | Florencia, Italia              | 11      | Italia              | Sistema de competición        | Portugal            | Francia         | Sistema de competición                                                 | Sólo tres equipos en el grupo final |                             |                             |
| 1960  | Orán, Argelia francesa         | 9       | Bélgica             | Sistema de competición        | Turquía             | Grecia          | Sistema de competición                                                 | Francia                             |                             |                             |
| 1961  | Ankara, Turquía                | N/A     | Turquía             | Sistema de competición        | Grecia              | Francia         | Sistema de competición                                                 | Países Bajos                        |                             |                             |
| 1962  | Seúl, Corea del Sur            | 13      | Grecia              | 1ª vuelta: 3-1 2ª vuelta: 1-2 | Corea del Sur       | Turquía         | N/A                                                                    | N/A                                 |                             |                             |
| 1963  | Atenas/Salónica, Grecia        | 10      | Grecia              | Sistema de competición        | Bélgica             | Francia         | Sistema de competición (Dos equipos en tercer lugar)                   | Turquía                             |                             |                             |
| 1964  | Ankara/Estambul, Turquía       | 16      | Francia             | Sistema de competición        | Turquía             | Alemania        | Sistema de competición (Dos equipos en tercer lugar)                   | Países Bajos                        |                             |                             |
| 1965  | Gijón, España                  | 18      | España              | 3-0                           | Turquía             | Marruecos       | 2-1                                                                    | Bélgica                             |                             |                             |
| 1966  | Rabat, Marruecos               | 14      | Turquía             | 1st leg: 2-1 2nd leg: 0-0     | Marruecos           | Países Bajos    | La final por el bronce no se celebró (Dos equipos en el tercer puesto) | España                              |                             |                             |
| 1967  | Bruselas, Bélgica              | 15      | Turquía             | Sistema de competición        | Bélgica             | Marruecos       | La final por el bronce no se celebró (Dos equipos en el tercer puesto) | Países Bajos                        |                             |                             |
| 1968  | Bagdad, Irak                   | 18      | Grecia              | 4-1                           | Turquía             | Países Bajos    | N/A (Dos equipos en el tercer puesto)                                  | España                              |                             |                             |
| 1969  | Atenas, Grecia                 | 13      | Grecia              | walkover                      | Argelia             | Irán            | 1-1                                                                    | Corea del Sur                       |                             |                             |
| 1972  | Bagdad, Irak                   | 16      | Irak                | Sistema de competición        | Italia              | Grecia          | Sistema de competición                                                 | Turquía                             |                             |                             |
| 1973  | Brazzaville, Congo             | 16      | Italia              | Sistema de competición        | Irak                | Kuwait          | Sistema de competición                                                 | Congo                               |                             |                             |
| 1975  | Hagen, Alemania Occidental     | 21      | Alemania Occidental | 1-0                           | Países Bajos        | Kuwait          | 6-5 a.e.t.                                                             | Camerún                             |                             |                             |
| 1977  | Damasco, Siria                 | 27      | Irak                | 0-0 Penalti: 5-4              | Kuwait              | Italia          | 3-1 a.e.t.                                                             | Francia                             |                             |                             |
| 1979  | Ciudad de Kuwait, Kuwait       | 27      | Irak                | 0-0 Penalti: 4-3              | Italia              | Kuwait          | 3-1                                                                    | Austria                             |                             |                             |
| 1981  | Doha, Catar                    | 17      | Kuwait              | 1-0                           | Catar               | Siria           | 2-0                                                                    | Francia                             |                             |                             |
| 1983  | Ciudad de Kuwait, Kuwait       | 20      | Kuwait              | 2-0                           | Bélgica             | N/A             | N/A                                                                    | N/A                                 |                             |                             |
| 1987  | Arezzo, Italia                 | N/A     | Italia              | 2-0                           | Alemania Occidental | Egipto          | 4-1                                                                    | Bélgica                             |                             |                             |
| 1989  | Caserta, Italia                | N/A     | Italia              | 3-0                           | Marruecos           | Bélgica         | 1-0                                                                    | Emiratos Árabes Unidos              |                             |                             |
| 1991  | Arnhem/Apeldoorn, Países Bajos | 14      | Italia              | 3-3 a.e.t. Penalti: 5-4       | Alemania            | Turquía         | 1-0                                                                    | Francia                             |                             |                             |
| 1993  | Rabat, Marruecos               | 12      | Egipto              | 3-2 a.e.t.                    | Marruecos           | Alemania        | 3-0                                                                    | Francia                             |                             |                             |
| 1995* | Roma, Italia                   | 13      | Francia             | 1-0                           | Irán                | Corea del Sur   | 1-0                                                                    | Chipre                              |                             |                             |
| 1997  | Teherán, Irán                  | 12      | Grecia              | 1-0                           | Italia              | Francia         | 3-2 a.e.t.                                                             | Burkina Faso                        |                             |                             |
| 1999* | Zagreb, Croacia                | 8       | Egipto              | 3-3 Penalti: 5-4              | Grecia              | Croacia         | 2-0                                                                    | Alemania                            |                             |                             |
| 2001  | El Cairo, Egipto               | 11      | Egipto              | 3-0                           | Grecia              | Corea del Norte | 5-0                                                                    | Guinea                              |                             |                             |
| 2003* | Catania, Italia                | 6       | Corea del Norte     | 3-2                           | Egipto              | Italia          | 3-2                                                                    | Lituania                            |                             |                             |
| 2005  | Warendorf, Alemania            | 9       | Egipto              | 1-0                           | Argelia             | Catar           | 3-1                                                                    | Alemania                            |                             |                             |
| 2007* | Hyderabad, India               | 16      | Egipto              | 2-0                           | Camerún             | Corea del Norte | 2-0                                                                    | Catar                               |                             |                             |
| 2011* | Río de Janeiro, Brasil         | 12      | Argelia             | 1-0                           | Egipto              | Brasil          | 1-0 a.e.t.                                                             | Catar                               |                             |                             |
| 2013  | Bakú, Azerbaiyán               | 16      | Irak                | 3-2                           | Omán                | Costa de Marfil | 1-0                                                                    | Azerbaiyán                          |                             |                             |
| 2017  | Mascat, Omán                   | 16      |                     | Omán                          | 0-0 Penalti: 4-1    | Catar           |                                                                        | Siria                               | 2-2 Penalti: 6-5            | Egipto                      |

* Celebrado como parte de los Juegos Mundiales Militares.

#### Títulos por equipos
- Italia: 8
- Grecia: 6
- Egipto,  Francia: 5
- Bélgica,  Turquía,  Irak: 4
- Kuwait: 2
- Argelia,  Inglaterra,  Alemania,  Corea del Norte,  Portugal,  España,  Omán: 1

#### Equipos en los cuatro primeros puestos
| Equipos                | Títulos                                            | Subcampeón                                   | Tercer lugar                           | Cuarto lugar                           | Total |
| ---------------------- | -------------------------------------------------- | -------------------------------------------- | -------------------------------------- | -------------------------------------- | ----- |
| Italia                 | 8 (1950, 1951, 1956, 1959, 1973, 1987, 1989, 1991) | 4 (1955, 1972, 1979, 1997)                   | 3 (1957, 1977, 2003)                   | —                                      | 15    |
| Grecia                 | 6 (1952, 1962, 1963, 1968, 1969, 1997)             | 3 (1961, 1999, 2001)                         | 3 (1953, 1960, 1972)                   | —                                      | 12    |
| Egipto                 | 5 (1993, 1999, 2001, 2005, 2007)                   | 3 (1951, 2003, 2011)                         | 3 (1955, 1956, 1987)                   | 1 (2017)                               | 12    |
| Francia                | 5 (1948, 1949, 1957, 1964, 1995)                   | 1 (1958)                                     | 6 (1950, 1951, 1959, 1961, 1963, 1997) | 6 (1954, 1960, 1977, 1981, 1991, 1993) | 18    |
| Turquía                | 4 (1955, 1961, 1966, 1967)                         | 7 (1949, 1953, 1954, 1960, 1964, 1965, 1968) | 2 (1962, 1991)                         | 4 (1952, 1956, 1963, 1972)             | 17    |
| Bélgica                | 4 (1947, 1953, 1954, 1960)                         | 6 (1948, 1950, 1952, 1963, 1967, 1983)       | 3 (1946, 1949, 1989)                   | 4 (1951, 1958, 1965, 1987)             | 14    |
| Irak                   | 4 (1972, 1977, 1979, 2013)                         | 1 (1973)                                     | —                                      | —                                      | 5     |
| Kuwait                 | 2 (1981, 1983)                                     | 1 (1977)                                     | 3 (1973, 1975, 1979)                   | —                                      | 6     |
| Alemania               | 1 (1975)                                           | 2 (1987, 1991)                               | 2 (1964, 1993)                         | 2 (1999, 2005)                         | 7     |
| Portugal               | 1 (1958)                                           | 2 (1956, 1959)                               | 1 (1954)                               | —                                      | 4     |
| Argelia                | 1 (2011)                                           | 2 (1969, 2005)                               | —                                      | —                                      | 3     |
| Omán                   | 1 (2017)                                           | 1 (2013)                                     | —                                      | —                                      | 2     |
| Corea del Norte        | 1 (2003)                                           | —                                            | 2 (2001, 2007)                         | —                                      | 3     |
| España                 | 1 (1965)                                           | —                                            | —                                      | 2 (1966, 1968)                         | 3     |
| Inglaterra             | 1 (1946)                                           | —                                            | —                                      | —                                      | 1     |
| Marruecos              | —                                                  | 3 (1966, 1989, 1993)                         | 2 (1965, 1967)                         | —                                      | 5     |
| Países Bajos           | —                                                  | 2 (1947, 1975)                               | 4 (1952, 1958, 1966, 1968)             | 6 (1949, 1950, 1955, 1961, 1964, 1967) | 12    |
| Catar                  | —                                                  | 2 (1981, 2017)                               | 1 (2005)                               | 2 (2007, 2011)                         | 5     |
| Irán                   | —                                                  | 1 (1995)                                     | 1 (1969)                               | —                                      | 2     |
| Corea del Sur          | —                                                  | 1 (1962)                                     | 1 (1995)                               | —                                      | 2     |
| Camerún                | —                                                  | 1 (2007)                                     | —                                      | 1 (1975)                               | 2     |
| Argentina              | —                                                  | 1 (1957)                                     | —                                      | —                                      | 1     |
| Checoslovaquia         | —                                                  | 1 (1946)                                     | —                                      | —                                      | 1     |
| Dinamarca              | —                                                  | —                                            | 2 (1947, 1948)                         | —                                      | 2     |
| Siria                  | —                                                  | —                                            | 2 (1981, 2017)                         | —                                      | 2     |
| Brasil                 | —                                                  | —                                            | 1 (2011)                               | 1 (1957)                               | 2     |
| Costa de Marfil        | —                                                  | —                                            | 1 (2013)                               | —                                      | 1     |
| Croacia                | —                                                  | —                                            | 1 (1999)                               | —                                      | 1     |
| Austria                | —                                                  | —                                            | —                                      | 1 (1979)                               | 1     |
| Congo                  | —                                                  | —                                            | —                                      | 1 (1973)                               | 1     |
| Chipre                 | —                                                  | —                                            | —                                      | 1 (1995)                               | 1     |
| Guinea                 | —                                                  | —                                            | —                                      | 1 (2001)                               | 1     |
| Lituania               | —                                                  | —                                            | —                                      | 1 (2003)                               | 1     |
| Luxemburgo             | —                                                  | —                                            | —                                      | 1 (1948)                               | 1     |
| Emiratos Árabes Unidos | —                                                  | —                                            | —                                      | 1 (1989)                               | 1     |
| Burkina Faso           | —                                                  | —                                            | —                                      | 1 (1997)                               | 1     |
| Azerbaiyán             | —                                                  | —                                            | —                                      | 1 (2013)                               | 1     |

### Mujeres
| 2001 | Países Bajos                 | 4   | Alemania        | Sistema de competición | Países Bajos   | Inglaterra     | Sistema de competición | Canadá        |
| 2002 | Kingston, Canadá             | 4   | Estados Unidos  | 1-0                    | Alemania       | Países Bajos   | 4-0                    | Canadá        |
| 2003 | Warendorf, Alemania          | 4   | Alemania        | 7-3                    | Países Bajos   | Estados Unidos | 1-0                    | Canadá        |
| 2004 | Fort Eustis, Estados Unidos  | N/A | Países Bajos    | 3-0 Prórroga           | Alemania       | Estados Unidos | 3-1                    | Canadá        |
| 2006 | Assen, Países Bajos          | 6   | Países Bajos    | 2-0                    | Estados Unidos | Alemania       | 6-4 Prórroga           | Francia       |
| 2007 | Hyderabad, India             | 6   | Corea del Norte | 5-0                    | Alemania       | Francia        | 1-0                    | Países Bajos  |
| 2008 | Ede, Países Bajos            | 7   | Alemania        | 3-0                    | Francia        | Países Bajos   | 2-1                    | Corea del Sur |
| 2009 | Biloxi, Estados Unidos       | 7   | Brasil          | 1-0                    | Corea del Sur  | Países Bajos   | 2-1                    | Francia       |
| 2010 | Cherburgo-Octeville, Francia | 8   | Brasil          | 1-0                    | Corea del Sur  | Francia        | 2-1                    | Países Bajos  |
| 2011 | Río de Janeiro, Brasil       | 6   | Brasil          | 5-0                    | Alemania       | Países Bajos   | 2-0                    | Francia       |
| 2012 | Warendorf, Alemania          | 6   | Alemania        | 1-0                    | Corea del Sur  | Brasil         | 2-0                    | Francia       |
| 2015 | Mungyeong, Corea del Sur     | 6   | Brasil          | 2-1 Prórroga           | Francia        | Corea del Sur  | 3-0                    | Países Bajos  |
| 2016 | Francia                      | 6   | Francia         | 2-1                    | Brasil         | Corea del Sur  | 3-3 (4-3 pen.)         | Camerún       |

#### Títulos por equipos
- Alemania: 4
- Brasil: 4
- Países Bajos: 2
- Corea del Norte,  Francia,  Estados Unidos: 1

#### Equipos en los cuatro primeros puestos
| Equipo          | Títulos                    | Subcampeón                 | Tercer puesto              | Cuarto puesto              | Total |
| --------------- | -------------------------- | -------------------------- | -------------------------- | -------------------------- | ----- |
| Alemania        | 4 (2001, 2003, 2008, 2012) | 4 (2002, 2004, 2007, 2011) | 1 (2006)                   | —                          | 9     |
| Brasil          | 4 (2009, 2010, 2011, 2015) | 1 (2016)                   | 1 (2012)                   | —                          | 6     |
| Países Bajos    | 2 (2004, 2006)             | 2 (2001, 2003)             | 4 (2002, 2008, 2009, 2011) | 3 (2007, 2010, 2015)       | 11    |
| Francia         | 1 (2016)                   | 2 (2008, 2015)             | 2 (2007, 2010)             | 4 (2006, 2009, 2011, 2012) | 9     |
| Estados Unidos  | 1 (2002)                   | 1 (2006)                   | 2 (2003, 2004)             | —                          | 4     |
| Corea del Norte | 1 (2007)                   | —                          | —                          | —                          | 1     |
| Corea del Sur   | —                          | 3 (2009, 2010, 2012)       | 2 (2015, 2016)             | 1 (2008)                   | 6     |
| Inglaterra      | —                          | —                          | 1 (2001)                   | —                          | 1     |
| Canadá          | —                          | —                          | —                          | 1 (2001, 2002, 2003, 2004) | 4     |
| Camerún         | —                          | —                          | —                          | 1 (2016)                   | 1     |

#### Medallero
| Puesto | País            |   |   |   | Total |
| ------ | --------------- | - | - | - | ----- |
| 1      | Italia          | 8 | 4 | 3 | 15    |
| 2      | Grecia          | 6 | 3 | 3 | 12    |
| 3      | Egipto          | 5 | 3 | 3 | 11    |
| 4      | Francia         | 5 | 1 | 6 | 12    |
| 5      | Turquía         | 4 | 7 | 2 | 13    |
| 6      | Bélgica         | 4 | 6 | 3 | 13    |
| 7      | Irak            | 4 | 1 | 0 | 5     |
| 8      | Kuwait          | 2 | 1 | 3 | 6     |
| 9      | Alemania        | 1 | 2 | 2 | 5     |
| 10     | Portugal        | 1 | 2 | 1 | 4     |
| 11     | Argelia         | 1 | 2 | 0 | 3     |
| 12     | Corea del Norte | 1 | 0 | 2 | 3     |
| 13     | Inglaterra      | 1 | 0 | 0 | 1     |
| 13     | España          | 1 | 0 | 0 | 1     |
| 15     | Marruecos       | 0 | 3 | 2 | 5     |
| 16     | Países Bajos    | 0 | 2 | 4 | 6     |
| 17     | Corea del Sur   | 0 | 1 | 1 | 2     |
| 17     | Catar           | 0 | 1 | 1 | 2     |
| 17     | Irán            | 0 | 1 | 1 | 2     |
| 20     | Checoslovaquia  | 0 | 1 | 0 | 1     |
| 20     | Argentina       | 0 | 1 | 0 | 1     |
| 20     | Omán            | 0 | 1 | 0 | 1     |
| 20     | Camerún         | 0 | 1 | 0 | 1     |
| 24     | Dinamarca       | 0 | 0 | 2 | 2     |
| 25     | Siria           | 0 | 0 | 1 | 1     |
| 25     | Croacia         | 0 | 0 | 1 | 1     |
| 25     | Brasil          | 0 | 0 | 1 | 1     |
| 25     | Costa de Marfil | 0 | 0 | 1 | 1     |

| Puesto | País            |   |   |   | Total |
| ------ | --------------- | - | - | - | ----- |
| 1      | Alemania        | 4 | 4 | 1 | 9     |
| 2      | Brasil          | 4 | 1 | 1 | 6     |
| 3      | Países Bajos    | 2 | 2 | 4 | 8     |
| 4      | Estados Unidos  | 1 | 1 | 2 | 4     |
| 5      | Corea del Norte | 1 | 0 | 0 | 1     |
| 6      | Corea del Sur   | 0 | 3 | 2 | 5     |
| 7      | Francia         | 1 | 2 | 2 | 5     |
| 8      | Inglaterra      | 0 | 0 | 1 | 1     |